# マナウス自由貿易地区
マナウス自由貿易地区（ポルトガル語: Zona Franca de Manaus、ZFM）とは、ブラジル連邦政府が、アマゾン奥地の開発を図るために1967年に設立した区域である。マナウスフリーゾーンとも。

## 概要
アマゾン川の河口から約1700キロメートルに位置するマナウスは、人口169万人の大都市である。1960年代にブラジル軍事政権が高インフレと外貨準備高の不足を是正するため、輸入の制限を強化し、マナウスには税制優遇を行うなどして、工場を誘致した。こうしてZFMは、外資によるブラジル国内市場へ向けた輸入代替工場の進出により、ブラジルの工業発展のきっかけにもなった。世界各地に点在する輸出加工区（厳密には保税加工区）の中で、成功した事例としてあげることができる。

## 進出企業
日本勢
ZFMにはホンダ、ヤマハ、パナソニック、ソニー、サンヨー、富士フイルム、東京海上、TDK、村田製作所等の約30社の日本企業が進出している。特に、ホンダは年間100万台のオートバイを生産、7千人の従業員を雇用しており、ZFMの中では重要な地位を占めている。
また、これらのマナウス進出企業はアマゾナス日系商工会議所に所属している。
韓国勢サムスン社、LG社
欧州勢
フィリップス社、シーメンス社（ドイツ）、BIC社（フランス）、トムソン社、ノキア
アメリカ勢
コカコーラ社、ペプシコーラ社、ジレット社（剃刀）、ハーレーダビッドソン社、ゼロックス社